# Plectrone lumawigi
Plectrone lumawigi är en skalbaggsart som beskrevs av Miksic 1986. Plectrone lumawigi ingår i släktet Plectrone och familjen Cetoniidae. Inga underarter finns listade i Catalogue of Life.